# Баштова вулиця (Київ)
Ба́штова вулиця — зникла вулиця, що існувала в Московському районі (нині це територія Печерського району) міста Києва, місцевість Нова Забудова. Пролягала від Ярової до Літньої вулиці.

## Історія
Вулиця виникла в 1920-ті роки під такою ж назвою (оскільки неподалік знаходиться одна з башт Нової Печерської фортеці — Про́зорівська). Ліквідована наприкінці 1970-х років у зв'язку з розширенням території заводу «Радар» (разом із сусідньою Яровою вулицею та частиною Літньої вулиці).